# Славне (Тверська область)
Славне (рос. Славное) — присілок в Калінінському районі Тверської області Російської Федерації.
Населення становить 264 особи. Входить до складу муніципального утворення Славновське сільське поселення.

## Історія
Від 2005 року входить до складу муніципального утворення Славновське сільське поселення.

## Населення
| 1859 | 1886 | 1919 | 1997 | 2002 | 2010 |
| ---- | ---- | ---- | ---- | ---- | ---- |
| 209  | ↗257 | ↗394 | ↘284 | ↘249 | ↗264 |